# アンナ・パヴロワ

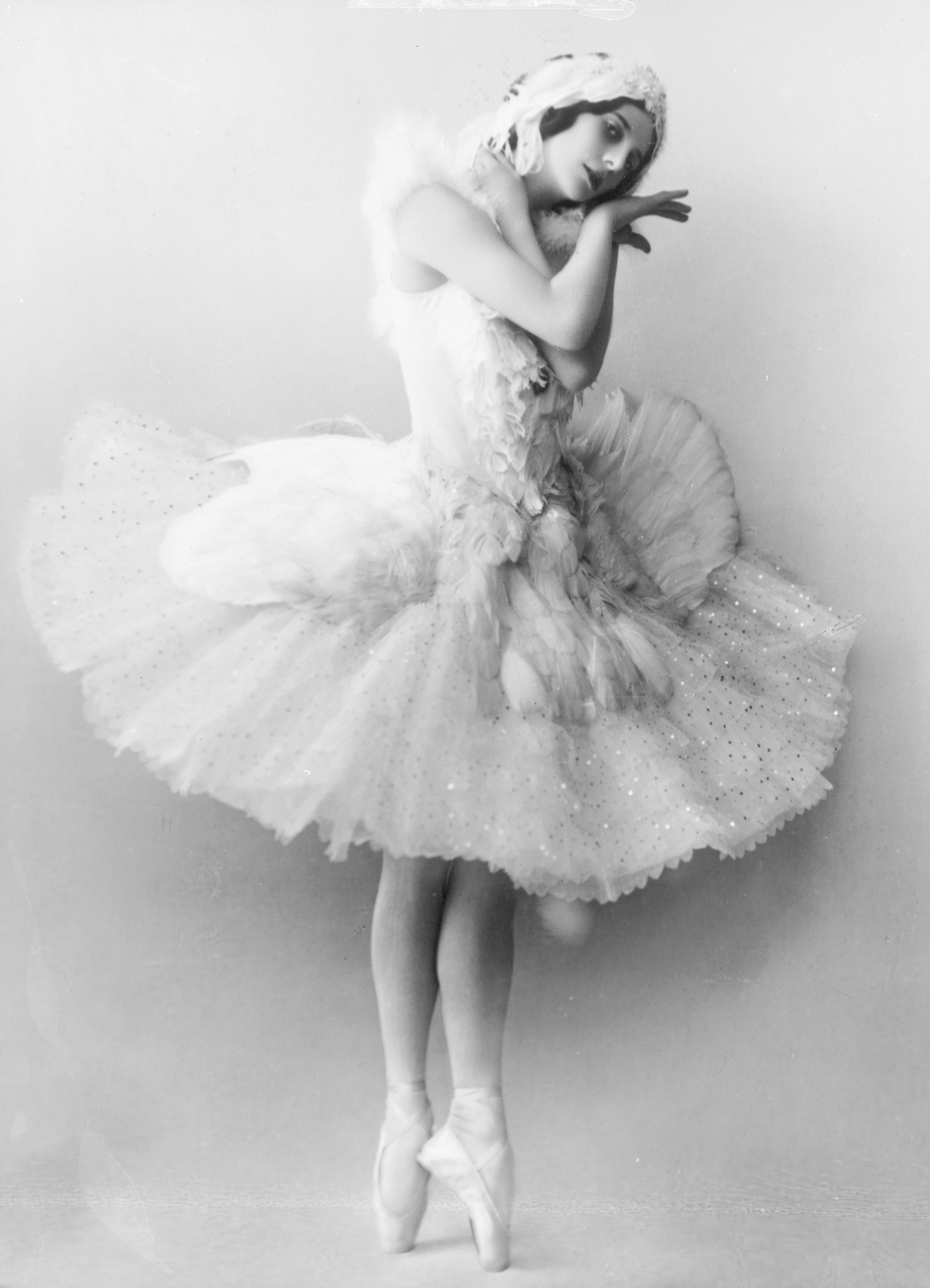
『瀕死の白鳥』 にて

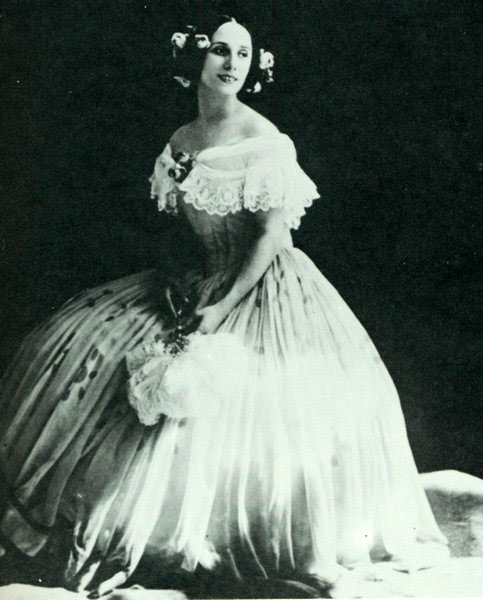
1915年頃

アンナ・パヴロヴナ・パヴロワ （露: А́нна Па́вловна Па́влова, Anna Pavlovna Pavlova, 1881年2月12日 - 1931年1月23日）は、20世紀初頭のロシアのバレリーナ。

## 来歴
サンクトペテルブルクの貧しい家庭に生まれる。戸籍上は退役兵マトヴェイ・パヴロフと洗濯婦リュボーフィ・フョードロヴナ・パヴロワの娘となっており、本名はアンナ・マトヴェーヴナ・パヴロワ （А́нна Матве́евна Па́влова）。しかしパヴロワ本人によれば、実父はマトヴェイとは別人で2歳のときに亡くなったといい、1913年の新聞報道ではユダヤ系銀行家ラザル・ポリャコフの私生児とも報じられ、真相は謎に包まれている。
9歳の頃、母親とともに 『眠れる森の美女』 の初演を観てバレエダンサーを志す。帝室バレエ学校に学び、1899年に卒業する。卒業時の試験が優秀であったため群舞を経ずにコリフェとしてマリインスキー・バレエに入団した。色白・細長の顔に狭い肩幅、美しい足という理想的な体型を持っており、最晩年のM・プティパに才能を認められたため、貧しい家の出であったにもかかわらず順調な昇進を果たした。1903年、プティパによる改訂版『ジゼル』 で成功を収めたほか、バレリーナ昇進後の1907年には慈善公演でM・フォーキン振付の小品 『白鳥』を踊って話題となった。後者はのちに 『瀕死の白鳥』 と呼ばれるようになり、パヴロワの代名詞のようになった。マリインスキーの若きソリスト、V・ニジンスキーと初めて踊ったのもこの頃である。
1908年、パヴロワはマリインスキーの舞踏手20名を率いて墺、独、瑞などを巡演した。同じ頃バレエ・リュスの旗揚げを企てていたS・ディアギレフは、看板ダンサーとしてニジンスキーとパヴロワの組み合わせを考え、こちらは1909年6月にパリにおいて 『レ・シルフィード』 公演として実現した。
パヴロワは徐々に海外巡演に興味を示すようになり、マリインスキー劇場に籍をおきながら別の団体とともに英国、米国で踊っていたが、1910年、さらなる海外公演のため2年間の休業を申し出たところ認められず、マリインスキーとの契約は破棄された。

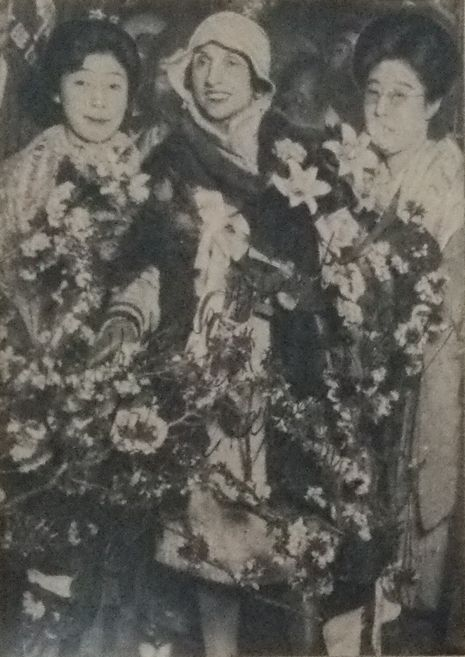
訪日時のパヴロワ

1911年、自前のバレエ団パヴロワ・カンパニー （Pavlova Company） を作る。翌年ロンドンに移住し、イギリスを中心に世界を巡演した。1922年 （大正11年） に全国8都市で行われた訪日公演では西洋舞踏を初めて日本に広く知らしめ、のちに日本においてバレエが定着・普及するきっかけを作った。このため、エリアナ・パヴロワ、オリガ・パヴロワ （オリガ・サファイア） とともに日本バレエ界の恩人「三人のパヴロワ」の一人に数えられている。なお、この日本公演は多くの文人も鑑賞しており、芥川龍之介は『露西亜舞踊の印象』で「僕は兎に角美しいものをみた」と賞賛している。

### 死去
パヴロワは1931年1月、風邪をこじらせたまま巡演に出発し肺炎となった。症状はさらに悪化し、オランダのハーグ到着後に胸膜炎と診断された。外科手術を勧められたが、手術をすれば舞踏手としては再起不能になると告げられたためにこれを拒否し、闘病の末に宿泊していたホテル・デス・インデス内の客室で死去（満49歳没）。パヴロワが出演を予定されていた公演は通常通り行われ、『瀕死の白鳥』 の曲が流れると共にパヴロワがいつも踊っていた軌跡をたどるようにスポットライトが無人の舞台を照らし、観客はパヴロワの早い死を悼んだという。パヴロワの名を汚さぬよう、またパヴロワと比較されてしまうのを恐れて、『瀕死の白鳥』 は以後同じロシアの偉大なバレエダンサー、マイヤ・プリセツカヤが違う振り付けで踊るまで20年間誰も踊ることがなかった。
パヴロワの遺体はロンドンで火葬された。

## 洋菓子「パヴロワ」
パヴロワというデザートは、パヴロワの名にちなんでいるが、由来については議論が多く、ニュージーランドとオーストラリアが発祥地をめぐって争っている。だが最も古い記録はニュージーランドで見つかっている。

## アンナ・パヴロワを題材とした作品

### 映画
- アンナ・パブロワ - 演：ガリーナ・ベリャーエワ、ソ連・イギリス合作、1984年[5]

### 漫画
- バレエ物語･白いエンゼル　アンナ・パブロワ物語 - 漫画：松尾美保子、小学館『小学五年生』11月号、1967年[6]
- アンナ・パブロワ 世界にバレエのすばらしさを伝えた「白鳥」 - 漫画：くりた陸、シナリオ：黒沢翔、集英社、2011年、ISBN 978-4082400507[7]
- アンナ・パブロワ (学研まんがNEW世界の伝記SERIES) - 漫画：くろにゃこ。、学研プラス、2014年、ISBN 978-4052040399[8]